# Benjamín

Mapa con las doce tribus israelitas, 1200-1050 a. C. El territorio de la Tribu de Benjamín es central y pequeño, comprende tanto Jerusalén como Jericó, y figura en el mapa en color celeste.

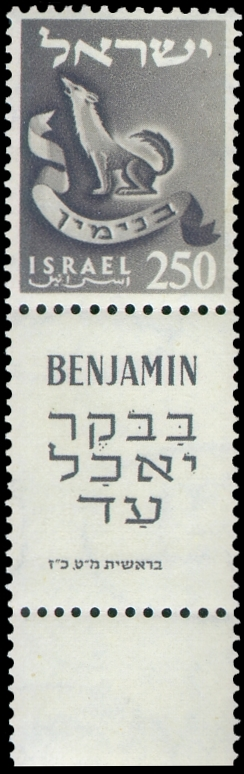
Símbolo de la tribu de Benjamín. Inscripción hebrea: "De mañana devora la presa" (Génesis 49:27).

Según el Tanaj (Antiguo Testamento) Benjamín (en hebreo: בנימין Bīnyāmīn) es el hijo menor del patriarca Jacob y Raquel, y el ancestro de la Tribu de Benjamín de la era pre-monárquica del Reino unificado de Israel.
En la Torá samaritana, el nombre de Benjamín aparece como Binyamēm y significa "hijo de los días". En el Corán, se hace referencia a Benjamín como un niño justo que permaneció con Jacob cuando los hermanos mayores conspiraron contra José. Las tradiciones rabínicas posteriores lo nombran como uno de los cuatro antiguos israelitas que murieron sin pecado, siendo los otros tres Chileab, Jesé y Amram.

## Antroponimia
El nombre se menciona por primera vez en cartas del rey Sîn-kāšid de Uruk (1801-1771 a. C.), quien se hacía llamar "Rey de Amnanum" y era miembro del grupo tribal amorreo "Binu-Jamina" (nombre singular "Binjamin" ; acadio Mar-Jamin). El nombre significa "Hijos/Hijo del Sur" y está relacionado lingüísticamente como un precursor del nombre del Antiguo Testamento "Benjamín". Si desglosamos el nombre Ben (בנ Ben) significa 'hijo', mientras que Jamín (ימין Yamyn) se encuentra en   el Tanaj como 'derecha' y en menor medida como 'sur'.
Génesis 35.18 narra: Y aconteció que al salírsele el alma, (pues murió) ella [Raquel] llamó su nombre Ben-oni [hijo de tristeza/dolor],  mas su padre lo llamó Benjamín. Algo inusual para una de las 12 tribus de Israel, la Biblia no explica la etimología del nombre de Benjamín. Los estudiosos textuales consideran que los dos nombres provienen de dos fuentes diferentes, una yahvista y otra  elohísta.
El comentarista medieval Rashi da dos explicaciones diferentes, basadas en fuentes midráshicas. "Hijo del sur", donde sur deriva de la palabra para el lado derecho, refiriéndose al nacimiento de Benjamín en Canaán, en comparación con el nacimiento de todos los demás hijos de Jacob en Aram. Alternativamente, Rashi sugiere que significa "hijo de los días", es decir, un hijo nacido en la vejez de Jacob.
Los eruditos modernos han propuesto que "hijo del sur"/"derecha" es una referencia a que la tribu Benjamín está subordinada a la tribu más dominante de Efraín.
En alusión al bíblico Benjamín, en francés, polaco y español, "Benjamín" (benjamin/ beniamin /benjamín, respectivamente) es un sustantivo común que significa el hijo menor de una familia, especialmente uno particularmente favorecido.

## Narrativa bíblica
Nació cuando su padre tenía 100 años, y el Génesis nos dice que era muy querido por su padre Jacob (también era el más querido por su hermano José). En la mayor parte del relato es tratado como un niño, pero abruptamente aparece como el padre de diez hijos:
1. Bela
2. Bequer
3. Asbel
4. Gera
5. Naamán
6. Ehi
7. Rosh
8. Mupim
9. Hupim
10. Ard

Sus descendientes formaron la tribu de Benjamín.
Entre la tribu nacieron reyes como Ester y Saúl.